# Agrotis albovenosa
Agrotis albovenosa är en fjärilsart som beskrevs av Tschetverikov 1925. Agrotis albovenosa ingår i släktet Agrotis och familjen nattflyn. Inga underarter finns listade i Catalogue of Life.